# Osvaldo Padilla
Osvaldo Padilla (Sogod, 5 augustus 1942) is een Filipijnse rooms-katholieke geestelijke. Padilla is sinds april 2008 de apostolische nuntius van Korea en Mongolië.
Padilla werd tot priester gewijd op 20 februari 1966. Op 48-jarige leeftijd werd hij op 17 december 1990 benoemd als apostolische nuntius van de Panama en titulair aartsbisschop van Pia. Drie jaar later volgde een benoeming als apostolisch nuntius van Sri Lanka. Hierna werd Padilla benoemd als apostolische nuntius in Nigeria en weer een aantal jaar later in Costa Rica. Op 26 april 2008 volgde een benoeming in Korea en Mongolië.